# Efficacité vaccinale

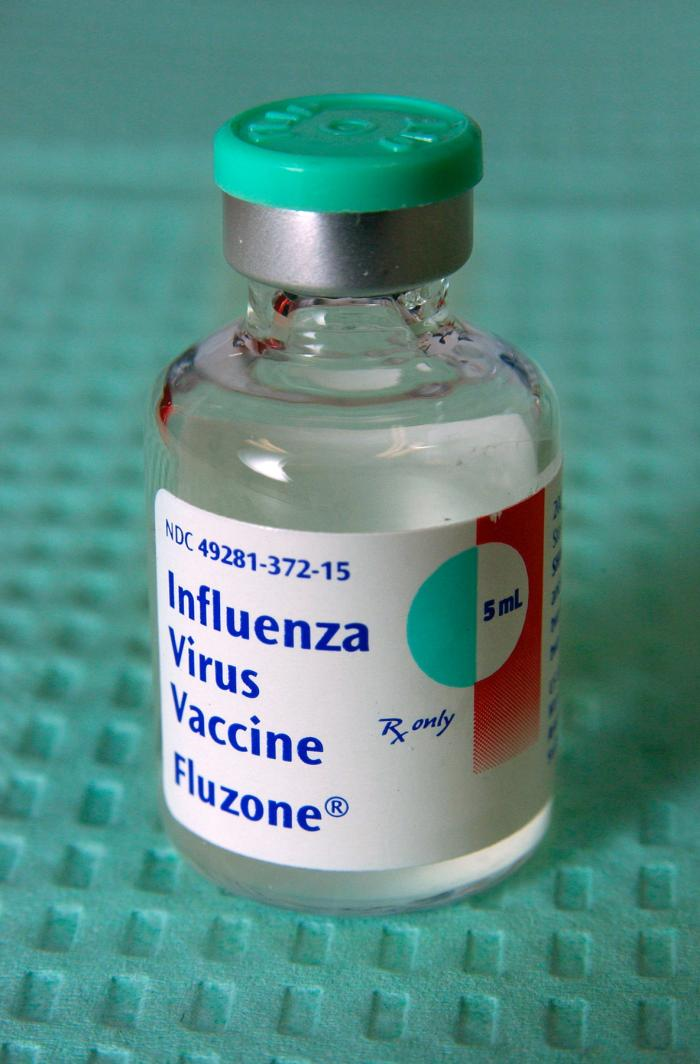
Flacon contenant des doses de vaccin contre la grippe.

L'efficacité vaccinale est la diminution du nombre de malades dans un groupe de personnes vaccinées par rapport à un groupe de contrôle non vacciné ; diminution mesurée selon diverses méthodes et ordinairement exprimée en pourcents. Par exemple, une efficacité vaccinale de 80 % correspond à une diminution de 80 % du nombre de cas de maladie parmi un groupe de personnes vaccinées, par rapport à un groupe dans lequel personne n'a été vacciné.
Les études sur l'efficacité des vaccins sont utilisées pour mesurer plusieurs résultats d'intérêt importants et critiques tels que les taux d'attaque de la maladie, les hospitalisations dues à la maladie, les décès dus à la maladie, l'infection asymptomatique, les événements indésirables graves dus à la vaccination, la réactogénicité du vaccin et le rapport coût/efficacité du vaccin.
La conception des essais cliniques garantit que l'approbation réglementaire n'est délivrée que pour les vaccins efficaces.
La mesure de l'efficacité vaccinale a été imaginée par Greenwood et Yule, en 1915, pour les vaccins contre le choléra et la typhoïde.

## Contextes de mesure
Il est préférable de la mesurer par des essais cliniques contrôlés en double aveugle, et randomisés, de sorte qu'il soit mesuré dans les meilleures conditions expérimentales possibles. L'efficacité du vaccin est calculée pour une population partageant certaines caractéristiques, et ne devrait pas être extrapolée à toute population ayant d'autres caractéristiques.
Seuls les patients pour lesquels le délai entre la date de vaccination et la date de début de la maladie est supérieur à 14 jours sont considérés comme « vaccinés » (période minimale nécessaire pour obtenir une réponse immunitaire).
Plusieurs types d'efficacité vaccinale sont identifiables, suivant le contexte de mesure. En français, on utilise que le terme « efficacité », alors qu'en anglais on en utilise au moins trois : efficacy, efficiency, effectiveness.
- La première annoncée (efficacité) est l'efficacité sérologique ou de laboratoire (vaccinés en essai clinique atteignant un taux d'anticorps suffisamment élevé pour supposer être protecteur). Dans ce contexte, 50 % d'efficacité à la première injection signifie que sur 100 vaccinés, 50 atteignent un taux protecteur (protégés dès la première dose).
- L'efficacité clinique ou de terrain (efficience) est le fait d'être protégé de la maladie (ou de forme grave de la maladie). Elle permet de vérifier que le taux déterminé est bien protecteur, ou suffisamment durable.
- L'efficacité d'une campagne de vaccination (effectivité) correspond à la protection pragmatiquement assurée sur la population : un vaccin efficace en laboratoire est sociologiquement inefficace s'il n'est pas accepté. Il ne sera pas non plus effectif si ses conditions de conservation sont telles qu'il est inapplicable à une partie de la population visée.

## Mesures en évaluation clinique

### Enjeux et contraintes
L'efficacité du vaccin (effet de la vaccination, puissance du vaccin) fait référence à la protection vaccinale telle que déterminée par des essais contrôlés randomisés dans des conditions optimales, où le stockage et l'administration du vaccin sont surveillés et où les participants sont généralement en bonne santé. L'efficacité du vaccin montre à quel point le vaccin peut être efficace dans des circonstances idéales et avec une couverture vaccinale à 100 %.
Des études sur l'efficacité des vaccins peuvent être entreprises pour mesurer le risque différentiel d'exposition à la maladie (contamination, morbidité), mais également différentes données cliniques, tels que la puissance de l'agent pathogène, prévention des séquelles, la catégorisation des symptômes, l'insignifiance/la gravité des dommages viraux ; ou des données d'entrée des politiques vaccinales telles que la nécessité d'être hospitalisé ou d'entrer en ranimation, les visites médicales et les coûts des soins.
Les avantages des études sur l'efficacité des vaccins sont la capacité de contrôler les facteurs de confusion par la randomisation (assignation aléatoire), ainsi que la surveillance prospective et active des taux d'incidence et le suivi attentif du statut vaccinal pour une population étudiée. Les principaux inconvénients des études sur l'efficacité des vaccins sont leur grande complexité et leur coût de réalisation, en particulier pour les résultats d'infection relativement rares de maladies où il est nécessaire d'augmenter la taille de l'échantillon pour obtenir une puissance cliniquement pertinente. En outre, ces études exposent à la maladie des personnes volontairement non vaccinées, ce qui peut poser un problème éthique.

### Mesures
L'efficacité du vaccin peut être exprimée sous la forme d'une réduction proportionnelle du taux d'attaque de la maladie (AR) entre les non vaccinés (ARU) et les vaccinés (ARV),,.
La formule de base  s'écrit : {\displaystyle VE={\frac {ARU-ARV}{ARU}}\times 100\%,}avec
- {\displaystyle VE} = Efficacité du vaccin,
- {\displaystyle ARU} = Taux d'attaque des personnes non vaccinées,
- {\displaystyle ARV} = Taux d'attaque des personnes vaccinées.

Une formulation équivalente de l'efficacité du vaccin est calculée à partir du risque relatif (RR) de maladie parmi le groupe vacciné : {\displaystyle VE=(1-RR)\times 100\%}, où {\displaystyle RR} est le risque relatif de développer la maladie pour les personnes vaccinées par rapport aux personnes non vaccinées.
En test clinique, où les vaccins ont été répartis aléatoirement et où toute la population testée est suivie, l'efficacité vaccinale VE s'évalue théoriquement sur une population S+ présentant les symptômes S de la maladie, et dont la présence est confirmée par un test positif. La formule est alors :
{\displaystyle VE(S_{+})=1-{\frac {P(S_{+}|V=1)}{P(S_{+}|V=0)}}}
Dans tous les cas, la méthode repose sur l'estimation de l'odds ratio de la vaccination, en utilisant une régression logistique permettant de neutraliser certains facteurs de confusion possibles : âge, sexe, facteur de risque, semaine de prélèvement…

### Exemple de test clinique
Le 2 juillet 2021, Bharat Biotech avance (dans une étude pré-imprimée et non évaluée par des pairs)
avoir obtenu pour son vaccin contre la covid une efficacité globale de 77,8 %, sur la base de l'essai de phase 3 en double aveugle, randomisé et contrôlé mené sur 24 419 participants ayant reçu une dose de son vaccin Covaxin COVID-19.
- Le groupe vacciné était composé de 12 221 participants, dont 24 avaient été infectés, ce qui donne un risque d'infection estimé à {\textstyle {24 \over 12221}=0.196\%}pour ce groupe.
- Le groupe « placebo » comptait 12 198 participants, dont 106 avaient été infectés, donnant un risque estimé à {\displaystyle {106 \over 12198}=0.86\%} pour le groupe placebo.
- Le risque relatif associé à la vaccination est donc {\displaystyle RR={0.196 \over 0.86}\approx 0,23}. L'efficacité vaccinale qui s'en déduit immédiatement est de 1-0,23 ~ 77% : les trois quarts des personnes susceptibles d'être infectées ont été protégées par le vaccin.

En outre, la réduction du risque absolu (RRA) pour tout vaccin peut simplement être obtenue en calculant la différence des risques entre les groupes, c'est-à-dire 0,86 % à 0,196 %, ce qui donne une valeur d'environ 0,66 % pour l'exemple ci-dessus.

## Méthode du test négatif

### Principe
Pour la mesure de l'efficacité clinique a posteriori, la formule théorique précédente présente deux difficultés pratiques : les cas symptomatiques positifs S+ ne sont pas tous observés par le système de surveillance ; et la population dépistée peut différer de la population générale quant à son statut vaccinal. La méthode du test négatif (« Test-Negative Design », ou TND) vise à contourner cette difficulté, en comparant le résultat de la population S+ à ceux d'une population S-, présentant les mêmes symptômes que pour la maladie, mais dont la présence a été infirmée par un test ultérieur.
Ces deux populations S+ et S- sont homogènes, au sens où c'est la population particulière qui se fait dépister quand elle a des symptômes. La population S- (les « tests négatifs » de la méthode) sert de groupe témoin, qui permet d'estimer la distribution relative attendue des statuts vaccinaux chez les « tests positifs » S+ ayant effectivement contracté la maladie. L'approche peut être biaisée par des co-facteurs qu'il faut identifier et contrôler si possible :
- Le recours à la vaccination ne doit pas conduire à un biais de sélection de certaines populations, au-delà des facteurs contrôlés dans l'étude.
- L'apparition de symptômes conduisant à un test négatif, qui permettent de constituer le groupe des « test négatif », doit être indépendant du statut vaccinal.
- La propension à se faire dépister, en cas d'apparition de ces symptômes, doit être indépendante du statut vaccinal.

La méthode du test négatif est actuellement la méthode de référence au niveau international pour estimer sur le terrain l’efficacité du vaccin antigrippal. Par rapport aux étude cas-témoins, la méthode présente l'avantage de ne pas devoir constituer aléatoirement un groupe témoin qui ne sera pas vacciné (ou qui fera l'objet d'un placebo), approche non éthique en regard d'une maladie réelle.

### Principe de calcul
L'estimation de l'efficacité clinique porte sur une population présentant des symptômes associés à la maladie combattue (de manière à faire porter la statistique sur une population raisonnablement homogène), et le « tableau croisé » comptabilise la proportion des cas qui (après test) ont effectivement cette maladie (et non des symptômes apparentés), en regard des cas qui ont été ou pas vaccinés :
| N cas          | Vaccinés | Non vaccinés |
| -------------- | -------- | ------------ |
| Tests positifs | A        | B            |
| Test négatif   | C        | D            |

Il n'est pas possible d'utiliser la formule {\displaystyle \scriptstyle VE(S_{+})=1-P(S_{+}|V=1)/P(S_{+}|V=0)}, en estimant les différentes probabilités par les effectifs du tableau, comme s'il s'agissait d'une cohorte prédéfinie, parce que la vaccination a introduit un biais de sélection dans la proportion de vaccinés positifs. En revanche, l'étude directe de la proportionnalité des éléments du tableau permet de calculer simplement cette efficacité.
Dans l'hypothèse (de base) où l'efficacité du vaccin est nulle ou négligeable, le tableau doit traduire une proportionnalité de ses lignes et colonnes, c'est-à-dire {\displaystyle AD=BC}, ou encore {\displaystyle AD/BC=1}. Plus précisément, si {\displaystyle \alpha } est la proportion de vaccinés (et {\displaystyle \beta } de non-vaccinés) ; et si {\displaystyle \gamma } est la proportion de population présentant les symptômes et ayant effectivement la maladie (contre {\displaystyle \delta } les symptomatiques négatifs à la maladie), l'hypothèse d'inefficacité du vaccin se traduit par l'indépendance de ces deux facteurs, c'est-à-dire :
| N cas                                    | Vaccinés ({\displaystyle \alpha }) | Non vaccinés ({\displaystyle \beta }) |
| ---------------------------------------- | ---------------------------------- | ------------------------------------- |
| Tests positifs ({\displaystyle \gamma }) | {\displaystyle N.\alpha .\gamma }  | {\displaystyle N.\beta .\gamma }      |
| Test négatif ({\displaystyle \delta })   | {\displaystyle N.\alpha .\delta }  | {\displaystyle N.\beta .\delta }      |

Maintenant, si on suppose que le vaccin peut avoir un certain effet, ce ne sera a priori ni sur les non-vaccinés, ni sur les symptomatiques se révélant négatifs à la maladie (lequel cas peut éventuellement être plus discutable). Son effet essentiel doit être d'éliminer de l'effectif A du tableau initial une certaine fraction x les sujets qui n'auront pas présenté de symptômes parce que vaccinés, ne laissant dans la case que (1-x) des effectifs initiaux, où x peut être considéré comme l'efficacité mesurée du vaccin. Le tableau précédent devient :
| N cas                                    | Vaccinés ({\displaystyle \alpha })      | Non vaccinés ({\displaystyle \beta }) |
| ---------------------------------------- | --------------------------------------- | ------------------------------------- |
| Tests positifs ({\displaystyle \gamma }) | {\displaystyle (1-x).N.\alpha .\gamma } | {\displaystyle N.\beta .\gamma }      |
| Test négatif ({\displaystyle \delta })   | {\displaystyle N.\alpha .\delta }       | {\displaystyle N.\beta .\delta }      |

Par rapport au « produit en croix » précédent, on voit immédiatement que le rapport {\displaystyle AD/BC} vaut alors {\displaystyle (1-x)} : l'efficacité vaccinale est l'écart du tableau à ce qui serait attendu du rapport {\displaystyle AD/BC} sur un tableau de proportionnalité. L'« efficacité » peut théoriquement se révéler négative ; donnée signifiant que le vaccin augmente les chances d'être malade, mais ce cas ne se rencontre normalement pas avec les vaccins ayant une autorisation de mise sur le marché.
En complément de ce principe général, la méthode impose d'estimer l’odds ratio de la vaccination pour neutraliser certains facteurs susceptibles de biaiser les résultats si les effectifs ne sont pas équivalents entre groupe témoin et groupe étudié : âge, sexe, facteur de risque, semaine de prélèvement…

### Exemple
Dans une étude portant sur l'efficacité vaccinale contre la Covid-19, la DREES a publié le tableau de contingence suivant (p. 23), sur des personnes ayant été dépistées car présentant des symptômes faisant suspecter un covid-19. Le tableau analyse cette cohorte suivant le statut vaccinal, sa complétude et son ancienneté, au regard du devenir médical constaté (négatif, positif, dont positif hospitalisé - l'hospitalisation étant pour l'étude le critère d'un « cas grave ») :
|               | Dépistés | Négatifs | Positifs | Hospitalisés |
| ------------- | -------- | -------- | -------- | ------------ |
| Non vacciné   | 687463   | 457758   | 229705   | 58089        |
| 1 dose <15j   | 45016    | 30387    | 14629    | 4667         |
| 15j < 1 dose  | 91972    | 77979    | 13993    | 4323         |
| Vax < 3 mois  | 131769   | 118534   | 13235    | 2740         |
| 3m < vax < 6m | 111475   | 95078    | 16397    | 2761         |
| 6 mois < vax  | 22623    | 18773    | 3850     | 873          |
| Vax & rappel  | 8026     | 7725     | 301      | 69           |
| Total vaccin  | 410881   | 348476   | 62405    | 15433        |

Pour évaluer l'efficacité vaccinale d'une première dose après 15 jours, par exemple, les éléments de comparaison à considérer sont les extraits suivants :
| N cas       | Test négatif | Test positif |
| ----------- | ------------ | ------------ |
| Non vacciné | A=457758     | B=229705     |
| Vacciné     | C=77979      | D=13993      |

L'hypothèse à tester est ici celle d'une diminution du nombre de cas positifs et vaccinés (cellule D en jaune) par rapport à ce que donnerait l'hypothèse proportionnelle (le « produit en croix » B.C/A) par comparaison à l'échantillon « test négatif » de référence (la colonne AC). L'efficacité vaccinale après 15 jours est alors, d'après ce tableau : VA = 1-AD/BC = 64,2%.
Le même calcul en fonction des différents statuts vaccinaux conduit au tableau suivant, sur lequel on lit bien l'absence de protection initiale pendant que le système immunitaire se met en place, puis une efficacité un peu augmentée par la deuxième dose, dont la protection s'efface assez nettement après six mois :
| NV    | 1D<15j | 15j<1D | V<3m   | 3m<v<6m | 6m< v  | Rappel | Total vaccin |
| ----- | ------ | ------ | ------ | ------- | ------ | ------ | ------------ |
| 0,0 % | 4,1 %  | 64,2 % | 77,7 % | 65,6 %  | 59,1 % | 92,2 % | 64,3 %       |

C'est par exemple en raison de cette absence initiale de protection que les cas se révélant positifs dans la quinzaine suivant la première injection ne sont pas comptabilisés comme « vaccinés » et sont exclus de la cohorte. C'est aussi à cause de la chute de l'efficacité vaccinale après six mois qu'une dose de rappel sera recommandée. Une analyse plus fine est naturellement nécessaire pour éliminer l'effet de facteurs comme l'âge, le sexe…
L'efficacité vaccinale sur les « formes graves » peut se faire en comparant aux « test négatifs » non plus les simples cas positifs, mais les hospitalisations. On retrouve dans ce cas un profil de protection similaire, ce qui permet à la DREES de conclure que « La dose de rappel protège fortement contre les formes symptomatiques et sévères du covid-19 » :
| NV    | 1D<15j  | 15j<1D | V<3m   | 3m<v<6m | 6m<v   | Rappel | Total vaccin |
| ----- | ------- | ------ | ------ | ------- | ------ | ------ | ------------ |
| 0,0 % | -21,0 % | 56,3 % | 81,8 % | 77,1 %  | 63,3 % | 92,9 % | 65,1 %       |

La protection négative pour une première dose reçue moins de quinze jours plus tôt signifie que la vaccination augmente la probabilité de contracter la maladie dans la quinzaine qui suit.
On peut remarquer que l'efficacité contre les formes graves ainsi calculée (65%) est sensiblement la même que l'efficacité globale du vaccin (64%), c'est-à-dire qu'il n'y a pas de protection spécifique significative contre des formes graves. Le fait même de protéger contre les formes symptomatique protège par le fait même contre les formes graves, puisque ceux qui n’attrapent pas la maladie ne seront pas hospitalisés pour cette cause. Si la question est celle d'une protection spécifique contre les « formes graves », le « test négatif » de référence ne doit plus être les personnes testées négativement (les non-positives), mais celles testées positivement qui n'ont pas été hospitalisées (les non-graves), ce qui donne le tableau suivant :
| NV   | 1D<15j | 15j<1D | V<3m  | 3m<v<6m | 6m<v  | Rappel | Total vaccin |
| ---- | ------ | ------ | ----- | ------- | ----- | ------ | ------------ |
| 0,0% | -26,2% | -22,2% | 18,1% | 33,4%   | 10,3% | 9,4%   | 2,2%         |

On retrouve le fait que l'efficacité vaccinale contre les formes graves n'est pas statistiquement significative (2%). Inversement, la vaccination est susceptible (à -26% dans la quinzaine, à -22% ensuite) de déclencher elle-même des formes graves.

## Exemples d'efficacité
Les efficacités vaccinales peuvent être très variables :
- L'efficacité vaccinale « une dose » du vaccin contre la rougeole est de 95 %, mais la très forte contagiosité de cette maladie explique la nécessite d'une couverture vaccinale très élevée (plus de 95 % à deux doses) pour éliminer la rougeole dans une zone géographique donnée (interrompre la chaîne de transmission)[12].
- En Suède, sur le vaccin contre les infections à papillomavirus humain, une réduction des lésions précancéreuses de 75 % a été observée chez les jeunes filles vaccinées avant l’âge de 17 ans[13].
- Selon une méta-analyse publiée par The Lancet en 2012, l'efficacité du vaccin contre la grippe saisonnière varie: elle peut être de 40 à 60 %[14], mais elle peut également être basse comme durant l’hiver 2014-2015, où le vaccin a protégé moins de 10 % des vaccinés[15],[16].
- The Lancet publie éditorial et article annonçant pour le vaccin VSV-EBOV contre la maladie à virus Ebola une efficacité vaccinale de 70 à 100 %[17],[18],[19],[20].
- Pour le covid, l'efficacité annoncée par l'industrie pharmaceutique[21] variait suivant les vaccins de 95 % (Pfizer), 95 % (Novavax), 94,1 % (Moderna), 80 % (AstraZeneca) ou 47 % (Curevax). Elle serait de 93 % pour le vaccin COVIran Barekat, générique contre tous les coronavirus.